# Zuihó
Zuihó (japonsky: 瑞鳳) byla lehká letadlová loď japonského císařského námořnictva během války v Tichomoří. Byla potopena 25. října 1944 v bitvě u mysu Engaño, kde hrála roli návnady, která měla odpoutat pozornost amerických letadlových lodí od hlavního japonského svazu bitevních lodí.

## Stavba
Stavba Zuihó byla zahájena v roce 1935 a byla od počátku naplánována tak, aby ji bylo možné podle potřeby dokončit jako ropný tanker, tendr ponorek nebo letadlovou loď. Zuihó měla původně sloužit jako rychlý tanker Takasaki, ale nakonec byla v prosinci 1940 dokončena jako letadlová loď.

## Válečné nasazení
V roce 1941 byla Zuihó, spolu se sesterskou lodí Šóhó, přiřazena k 3. divizi letadlových lodí. Během bitvy u Midway v červnu 1942 vedla „Podpůrnou skupinu“ a do bojů s americkými loděmi přímo nezasáhla. Nesla v té době na své palubě 12 stíhacích letounů Micubiši A6M2 „Zero“ a 11 střemhlavých bombardérů Aiči D3A1 „Val“.
V říjnu 1942 byla Zuihó přidělena k 1. divizi letadlových lodí (společně se Šókaku a Zuikaku) a 25.-27. října se účastnila bitvy u ostrovů Santa Cruz. Na palubě nesla 20 A6M2 Zero a 9 B5N2 Kate. Ráno 26. října byla zasažena dvěma 500lb (226,7 kg) pumami svrženými dvěma bombardéry SBD-3 Dauntless ranního průzkumu z letadlové lodi USS Enterprise. Poškození znemožnila letový provoz na její palubě. Tím účast Zuihó v této bitvě skončila a spolu s o něco později poškozenou Šókaku byla v doprovodu torpédoborců Hacukaze a Maikaze odeslána na Truk.
V lednu a únoru 1943 pomáhala Zuihó společně s Džunjó a Zuikaku při evakuaci Guadalcanalu.
V únoru 1944 se Zuihó účastnila bitvy ve Filipínském moři.
25. října 1944 se Zuihó v rámci Severního svazu viceadmirála Ozawy zúčastnila bitvy u Leyte. Během střetnutí u mysu Engaño byla zasažena letová paluba Zuihó během náletu první vlny amerických bombardérů. Po provizorní opravě tohoto poškození přilétly další tři vlny bombardérů, které nakonec v 15:00 hod Zuihó potopily na souřadnicích 19°20′ s. š., 125°15′ v. d.. Během své poslední bitvy nesla Zuihó jen velmi málo letadel a byla obětována, společně s ostatními japonskými letadlovými loděmi, jako návnada, která měla odpoutat pozornost amerického svazu letadlových lodí od hlavního japonského svazu bitevních lodí.